# Brook Lee
Brook Antoinette Mahealani Lee, född 8 januari 1971 i Pearl City, Hawaii, är en amerikansk fotomodell som vann Miss Universum 1997. Hon är den första infödda hawaiianskan att vinna titeln. 
Lee har bland annat koreanskt, kinesiskt, portugisiskt och engelskt ursprung. 
Hon kröntes till Miss Hawaii 1997 på sitt första försök, varpå hon samma år erhöll titeln Miss USA. Vid kröningen till Miss Universum var hon, 26 år gammal, den dittills äldsta som vunnit titeln. 
Lee har därefter uppträtt som sig själv i flera filmer och TV-program. 